# Gabriel Corrado
Gabriel Corrado, all'anagrafe Andrés Andreachi Corrado (Buenos Aires, 12 dicembre 1960), è un attore argentino, in attività dalla fine degli anni ottanta e noto a livello internazionale soprattutto per i suoi ruoli da protagonista o da comprimario in varie telenovele sudamericane.
Tra le produzioni a cui ha partecipato, ricordiamo: La donna del mistero (1989), Manuela (1991), Batticuore (2002-2003), ecc.

## Biografia

### Vita privata
Sposato dal 1989, ha tre figli, Lucas, Lucía e Chiara.

## Filmografia parziale

### Cinema
- Apartment Zero (1988)
- Maldita cocaína - Cacería en Punta del Este (2001)
- Verano amargo (2010)
- El amor menos pensado, regia di Juan Vera (2018)

### Televisione
- Quiero morir mañana (1987)
- Amandoti; altro titolo: Carolina (Amàndote) (1988)
- No va más (la vida nos separa) (1988)
- La donna del mistero (La extrana dama) – serial TV, 120 puntate (1989)
- Amàndote II (1990)
- Manuela – serial TV, 228 puntate (1991)
- La donna del mistero 2 (Soy Gina) (1992)
- Primo amore (Primero amor) – serial TV, 166 puntate (1992)
- Principessa (Princesa) – serial TV, 19 puntate (1992)
- Perla nera (Perla negra) – serial TV, 200 puntate (1994)
- Chiquititas – serial TV, 100 puntate (1995)
- Zingara – serial TV, 1 puntata (1996)
- Hombre de mar – serial TV, 119 puntate (1997)
- El arcángel – serial TV, 19 puntate (1997)
- Mediterráneo – serial TV, 13 puntate (1999-2000)
- Tiempo final (2000)
- Luna salvaje – serial TV, 3 puntate (2000-2001)
- Esencia de poder – serial TV, 5 puntate (2001)
- Batticuore (Máximo corazón) – serial TV, 3 puntate (2002)
- Hombres de honor – serial TV, 151 puntate (2005)
- Juanita, la soltera (2006)
- Malparida – serial TV, 48 puntate (2010)
- Dulce Amor – serial TV, 19 puntate (2012).
- Taxxi, amores cruzados – serial TV, 66 puntate (2013)
- Noche y día – serial TV, (2014-2015)
- Por amarte así – serial TV, 77 puntate (2016-2017)
- Riviera – serie TV, 8 episodi (2020)

## Doppiatori italiani
Nelle versioni in italiano dei suoi lavori, Gabriel Corrado è stato doppiato da:
- Roberto Chevalier ne La donna del mistero, La donna del mistero 2, Manuela, Primo amore, Principessa,  Perla nera
- Luigi Rosa in Zingara, Batticuore
- Donato Sbodio in Amandoti
- Alessandro Budroni in